# Scoliocentra soosi
Scoliocentra soosi är en tvåvingeart som beskrevs av Papp och Woznica 1993. Scoliocentra soosi ingår i släktet Scoliocentra och familjen myllflugor. Inga underarter finns listade i Catalogue of Life.